# Karmelietenklooster (Boxmeer)

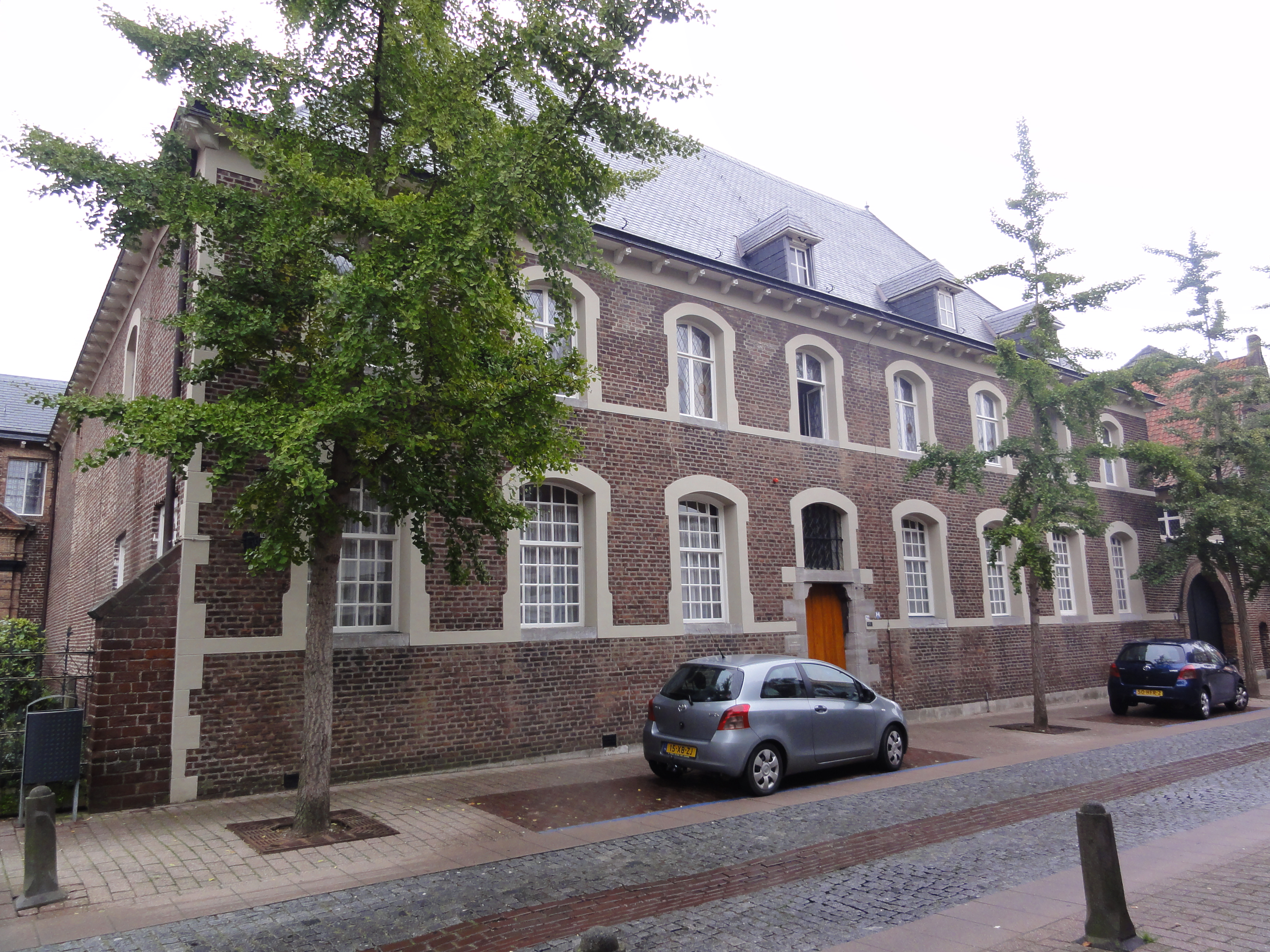
Karmelietenklooster

Het Karmelietenklooster is een klooster te Boxmeer. Het bevindt zich vlak bij de Sint-Petrusbasiliek en werd tussen 1653 en 1709 gebouwd.

## Geschiedenis
Karmelieten bestonden in de Noordelijke Nederlanden te Haarlem (1270), Schoonhoven (1330), Woudsend (1337), IJlst (1387) Utrecht (1468) en Oudorp (1477). Karmelietessenkloosters ontstonden te Haarlem (1465) en Rotterdam (1482). Door de reformatie verdwenen deze kloosters. In de Zuidelijke Nederlanden bevond zich een karmelietenklooster te Brussel (omstreeks 1250) en een karmelietessenklooster te Vilvoorde (omstreeks 1460).
Het karmelietenklooster te Boxmeer werd gesticht in 1653 door Albrecht van den Bergh en Madeleine de Cusance, heer en vrouwe van Boxmeer. Zij gingen daartoe een overeenkomst aan met de karmelieten in de Zuidelijke Nederlanden. In 1672 werd ook een karmelietessenklooster gesticht. 
Vanaf 1926 woonde Joseph Timmers tijdens zijn noviciaat enige jaren in het klooster. Hij werd later als prof. dr. J.J.M. Timmers een bekend kunsthistoricus.
Vanuit de kloosters van de karmelieten en de karmelietessen zijn diverse stichtingen gedaan. Dit is begonnen in 1855 met een stichting te Zenderen. Vanuit Boxmeer en Zenderen is de gehele Nederlandse Karmelprovincie uit deze kloosters voortgekomen, terwijl ook kloosters zijn gesticht in Indonesië, de Philipijnen en Brazilië. Sedert 1991 functioneert het karmelietenklooster als landelijk vormingshuis voor de Nederlandse Karmelprovincie.

## Gebouw
Het karmelietenklooster bestaat uit vier vleugels die om een kloostergang gegroepeerd zijn. In het klooster bevinden zich achttien prachtige glas-in-loodramen uit de zeventiende eeuw, met ontwerpen van Abraham van Diepenbeeck. Andere bijzondere stukken die we in het klooster aantreffen zijn zes olieverfschilderijen uit het Kasteel met daarop drie generaties graven en gravinnen van het Huis Bergh en het Huis Hohenzollern, uit de 17e en de 18e eeuw. Het klooster zelf wordt op passende wijze geflankeerd door de Latijnse school uit 1707 en een poortgebouw uit 1653. Dit is voorzien van Renaissance versieringen. Deze versieringen zijn aan de tuinzijde en niet aan de buitenzijde aangebracht. Dit symboliseert het feit dat Karmelieten wel in de wereld, maar niet van de wereld zijn. In dit klooster werkte de componist Benedictus Buns (1641-1716).